# Lista campioanelor Austriei la fotbal
Aceasta este lista campioanelor Austriei la fotbal. Campioana Austriei este câștigătoarea eșalonului superior al fotbalului din Austria, Bundesliga Austriacă.

## Campioane

### Erste Klasse
- 1912 SK Rapid Viena
- 1913 SK Rapid Viena
- 1914 Wiener AF
- 1915 Wiener AC
- 1916 SK Rapid Viena
- 1917 SK Rapid Viena
- 1918 Floridsdorfer AC
- 1919 SK Rapid Viena
- 1920 SK Rapid Viena
- 1921 SK Rapid Viena
- 1922 Wiener Sport-Club
- 1923 SK Rapid Viena

### I. Liga

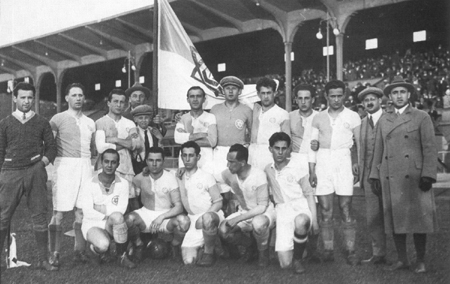
SC Hakoah Viena, 1925

- 1924 Wiener Amateur Sportvereinigung
- 1925 SC Hakoah Viena
- 1926 Wiener Amateur Sportvereinigung
- 1927 SK Admira Viena
- 1928 SK Admira Viena
- 1929 SK Rapid Viena
- 1930 SK Rapid Viena
- 1931 First Vienna FC 1894
- 1932 SK Admira Viena
- 1933 First Vienna FC 1894
- 1934 SK Admira Viena
- 1935 SK Rapid Viena
- 1936 SK Admira Viena

### Nationalliga
- 1937 SK Admira Viena
- 1938 SK Rapid Viena

### Gauliga/Bereichsklasse 17
- 1939 VfB Admira Wacker Mödling (Gauliga Ostmark, Germania)
- 1940 SK Rapid Viena (Gauliga Ostmark, Germania)
- 1941 SK Rapid Viena (Gauliga Ostmark, Germania)
- 1942 First Vienna FC 1894 (Gauliga Ostmark, Germania)
- 1943 First Vienna FC 1894 (Gauliga Ostmark, Germania)
- 1944 First Vienna FC 1894 (Gauliga Ostmark, Germania)
- 1945 SK Rapid Viena

### Liga (A)
- 1946 SK Rapid Viena

### Staatsliga
- 1947 SC Wacker
- 1948 SK Rapid Viena
- 1949 FK Austria Viena
- 1950 FK Austria Viena
- 1951 SK Rapid Viena
- 1952 SK Rapid Viena
- 1953 FK Austria Viena
- 1954 SK Rapid Viena
- 1955 First Vienna FC 1894
- 1956 SK Rapid Viena
- 1957 SK Rapid Viena
- 1958 Wiener Sport-Club
- 1959 Wiener Sport-Club
- 1960 SK Rapid Viena
- 1961 FK Austria Viena
- 1962 FK Austria Viena
- 1963 FK Austria Viena
- 1964 SK Rapid Viena
- 1965 LASK Linz

### Nationalliga
- 1966 SK Admira Viena
- 1967 SK Rapid Viena
- 1968 SK Rapid Viena
- 1969 FK Austria Viena
- 1970 FK Austria Viena
- 1971 FC Wacker Innsbruck
- 1972 FC Wacker Innsbruck
- 1973 FC Wacker Innsbruck
- 1974 VÖEST Linz

### Bundesliga
- 1975 FC Wacker Innsbruck
- 1976 FK Austria Vinea

### 1. Division
- 1977 FC Wacker Innsbruck
- 1978 FK Austria Viena
- 1979 FK Austria Viena
- 1980 FK Austria Viena
- 1981 FK Austria Viena
- 1982 SK Rapid Viena
- 1983 SK Rapid Viena
- 1984 FK Austria Viena
- 1985 FK Austria Viena
- 1986 FK Austria Viena
- 1987 SK Rapid Viena
- 1988 SK Rapid Viena
- 1989 FC Swarovski Tirol
- 1990 FC Swarovski Tirol
- 1991 FK Austria Viena
- 1992 FK Austria Viena
- 1993 FK Austria Viena

### Bundesliga
- 1994 SV Salzburg
- 1995 SV Salzburg
- 1996 SK Rapid Viena
- 1997 SV Salzburg

### Max.Bundesliga
- 1998 SK Sturm Graz
- 1999 SK Sturm Graz
- 2000 FC Tirol Innsbruck
- 2001 FC Tirol Innsbruck
- 2002 FC Tirol Innsbruck
- 2003 FK Austria Viena

### T-Mobile Bundesliga

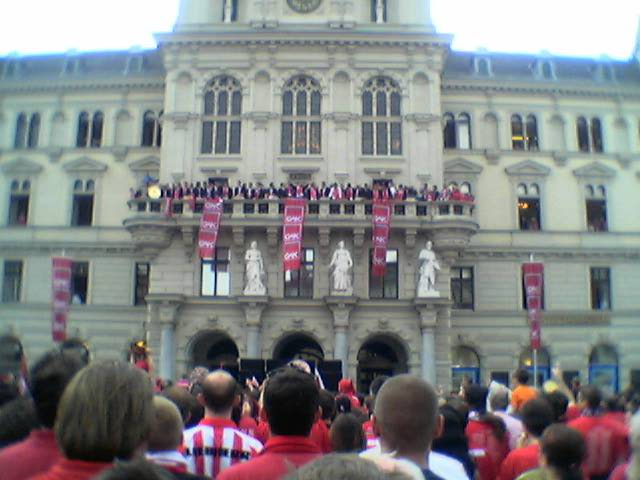
Grazer AK (GAK), 2004

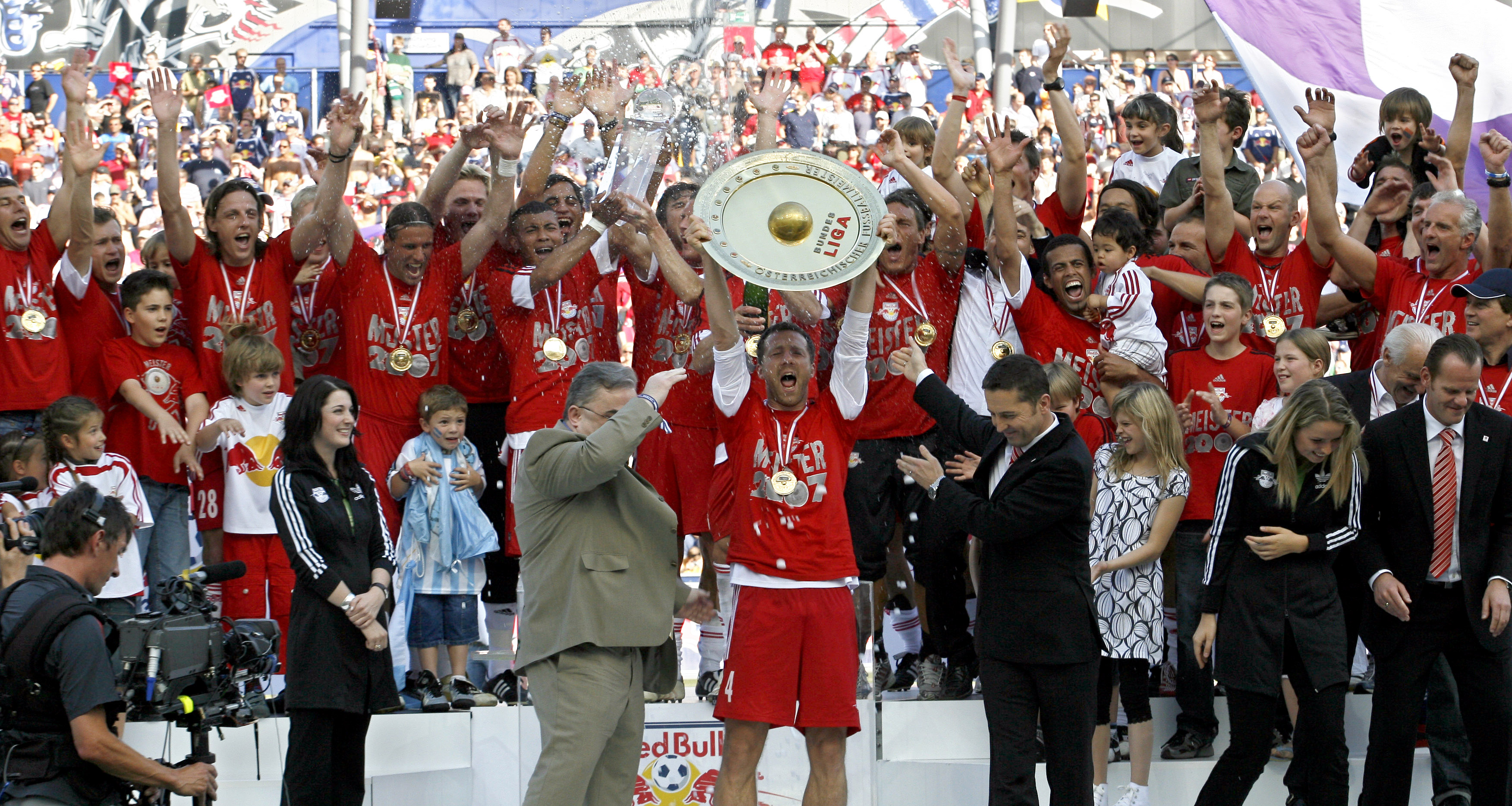
FC Red Bull Salzburg, 2007

- 2004 Grazer AK
- 2005 SK Rapid Viena
- 2006 FK Austria Viena
- 2007 FC Red Bull Salzburg
- 2008 SK Rapid Viena

### tipp 3-Bundesliga powered by T-Mobile
- 2009 FC Red Bull Salzburg
- 2010 FC Red Bull Salzburg
- 2011 SK Sturm Graz
- 2012 FC Red Bull Salzburg
- 2013 FK Austria Viena
- 2014 FC Red Bull Salzburg

### Tipico Bundesliga
- 2015 FC Red Bull Salzburg
- 2016 FC Red Bull Salzburg
- 2017 FC Red Bull Salzburg
- 2018 FC Red Bull Salzburg
- 2019 FC Red Bull Salzburg